# Joseph Kittinger
Joseph Kittinger (født 27. juli 1928, død 9. december 2022) var en amerikansk oberst fra United States Air Force og faldskærmsudspringer. Kittinger havde i over 50 år rekorden for at have hoppet i faldskærm fra den højeste højde, da han i 1960 hoppede fra en luftballon i 31.100 meters højde. Han er fortsat indehaver af rekorden for længste frit fald i tid, men blev i distancen slået af Felix Baumgartner den 14. oktober 2012.